# Abrocitinib
L'abrocitinib est un médicament utilisé dans le traitement de la dermatite atopique et vendu sous le nom de marque Cibinqo.

## Mode d'action
Il s'agit d'un inhibiteur de la janus kinase.

## Usage médical
L'abrocitinib est un médicament utilisé pour traiter la dermatite atopique.Le médicament  peut être utilisé dans les cas qui ne s'améliorent pas avec d'autres traitements. Le médicament est pris par voie orale.

## Effets secondaires
Les effets secondaires de ce médicament  comprennent des nausées, des maux de tête, l'herpès simplex, une infection des voies urinaires, de l'acné, de l'impétigo ou une faible numération plaquettaire. D’autres effets secondaires peuvent inclure des infections, une mort cardiaque subite, une embolie pulmonaire ou un cancer. La sécurité de ce médicament pendant la grossesse n'est pas claire.

## Histoire
Le médicament a été approuvé pour un usage médical en Europe en 2021 et aux États-Unis en 2022,. Au Royaume-Uni, 4 semaines de traitement coûtaient au NHS environ 900 livre sterling en 2021. Aux États-Unis, ce montant coûte environ 4 600 dollars américains  en 2022.